# Bustos, Bulacan
Bustos là đô thị hạng 3 ở tỉnh Bulacan, Philippines. Theo điều tra dân số mới nhất, đô thị này có dân số 60.681 người trong 9.799 hộ.

## Các đơn vị hành chính
Bustos về mặt hành chính được chia thành fourteen barangays (six urban, eight rural).
- Bonga Mayor
- Bonga Menor
- Buisan
- Camachilihan
- Cambaog
- Catacte
- Liciada
- Malamig
- Malawak
- Poblacion
- San Pedro
- Talampas
- Tanawan
- Tibagan